# Sani Bečirovič
Sani Bečirovič (* 19. Mai 1981 in Maribor, Jugoslawien) ist ein ehemaliger slowenischer Basketballspieler, der bei einer Körpergröße von 1,96 m auf der Position des Shooting Guards spielte. Er wurde nach seiner Spielerzeit Trainer und Sportfunktionär.

## Karriere
Sani Bečirovič begann seine Profikarriere bei KK Bistrica, einem slowenischen Verein, bei dem er bereits in den Jugendabteilungen gespielt hatte. 1996 wechselte er zu Maribor Ovni, wo er für ein Jahr unter Vertrag stand. 1997 wechselte Bečirovič zu KK Pivovarna Laško, wo er für die nächsten zwei Saisons blieb. 1999 unterschrieb der Spieler beim in Ljubljana ansässigen slowenischen Spitzenverein Olimpija Ljubljana einen Vertrag. Mit Union Olimpija wurde Bečirovič einmal slowenischer Meister und gewann zweimal den nationalen Pokalwettbewerb. Im Sommer 2001 wechselte Bečirović nach einem kurzen Zwischenspiel bei KK Krka Novo mesto (2003/04) schließlich ins Ausland. Seine erste Station war dabei Italien, wo er bei Virtus Bologna, Varese und Fortitudo Bologna spielte. 2002 konnte Bečirovič mit dem italienischen Pokal seinen ersten Titel außerhalb Sloweniens gewinnen. Einen Tiefpunkt stellte dabei die Saison 2002/03 dar, als er nach einer schweren Verletzung für lange Zeit ausfiel und seinen Platz im Verein und der Nationalmannschaft einbüßte. Am Ende dieser Saison wurde er dennoch beim NBA-Draft an 46. Stelle von den Denver Nuggets ausgewählt. Zwischen 2006 und 2008 spielte der Slowene beim griechischen Spitzenverein Panathinaikos Athen, wo er die Nachfolge seines Landsmanns Jaka Lakovič antrat und in seiner ersten Saison das Triple gewann. Nach je einer Saison bei Lottomatica Roma und KK Olimpija Ljubljana sowie einer kurzen Verpflichtung bei Armani Jeans Milano stand er in der Saison 2010/11 bei Türk Telekomspor unter Vertrag. Noch während der Saison wechselte er zum ZSKA Moskau, mit dem er 2011 die russische Meisterschaft gewann. Bis 2015 spielte er für mehrere italienische und iranische Vereine sowie in der Saison 2013/14 für KK Krka Novo mesto.
Sani Bečirovič war ein fester Bestandteil der slowenischen Nationalmannschaft und spielte auch in Nachwuchsmannschaften Sloweniens eine führende Rolle. Zum ersten Mal konnte er dabei 1998 bei der U18-Europameisterschaft auf sich aufmerksam machen, als er mit 28,1 Punkten und 3,8 Assists pro Spiel zum MVP des Turniers gewählt wurde. 2005 belegte er bei der Europameisterschaft in Serbien mit seiner Mannschaft den sechsten Platz. Er gehörte bei den Weltmeisterschaften 2006 (12. Platz) und 2010 (8. Platz) sowie beim Olympia-Qualifikationsturnier 2008 der slowenischen Auswahl an.
Im Sommer 2015 beendete er seine Karriere als Basketballspieler. Er sammelte anschließend unter Aleksandar Đorđević erste Erfahrungen als Assistenztrainer bei seinem früheren Verein Panathinaikos Athen. Im Juni 2019 übernahm er die Stelle des Sportdirektors beim Verein KK Cedevita Olimpija in Ljubljana. Dieses Amt hatte er bis 2023 inne. Im Juni 2023 kehrte er zu Panathinaikos Athen zurück und wurde bei dem Verein Technischer Direktor.

## Erfolge
- Slowenischer Meister: 2001
- Griechischer Meister: 2007, 2008
- Slowenischer Pokalsieger: 2000, 2001
- Griechischer Pokalsieger: 2007, 2008
- Italienischer Pokalsieger: 2002
- EuroLeague: 2007
- U20-Europameister: 2000

## Auszeichnungen
- MVP der U18-Europameisterschaft: 1998
- Teilnahme am slowenischen All Star Game: 1999, 2000 2001
- Teilnahme am griechischen All Star Game: 2007
- Sieger im griechischen Three-Point-Shootout-Wettbewerb: 2007
- Teilnahme an den U16-Europameisterschaften: 1997
- Teilnahme an den U18-Europameisterschaften: 1998
- Teilnahme an den U20-Europameisterschaften: 2000
- Teilnahme an Europameisterschaften: 1999, 2001, 2005
- Teilnahme an Weltmeisterschaften: 2006

## Familie
Bečirovičs Vater, Memi Bečirović, trainierte zuletzt den slowenischen Erstligisten Union Olimpija. Zu einem Vater-Sohn-Duell kam es in der Saison 2006/07 als Sani Bečirovič mit Panathinaikos, im Rahmen der Vorrunde der EuroLeague, auf den von seinem Vater trainierten Verein traf. Beide Spiele wurden von Sani Bečirovičs Mannschaft gewonnen.